# 源訊
源訊（Atos SE） 是一家法國跨國IT服務管理公司，總部位於伯宗。

## 歷史

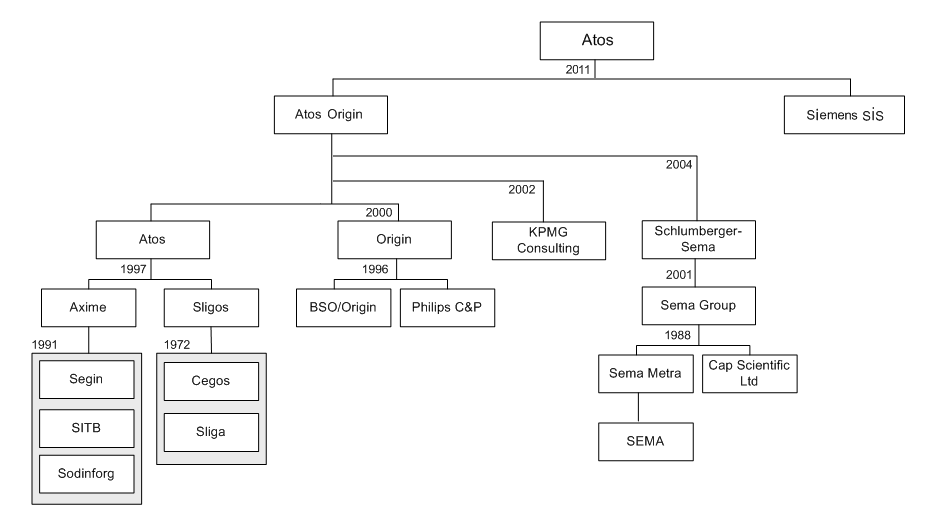
源訊的沿革

源訊創始於1997年，當時法國的兩家IT公司合併，加上2000年合併的另一家荷蘭公司，在2000年形成“Atos Origin”。 2002年收購KPMG的英国和荷兰咨询部、2004年收購SchlumbergerSema。
2010年Atos Origin宣佈併購西門子IT解決方案及服務公司，2011年7月合併完成後改現名Atos。2014年收購布爾電腦。

## 外部連結
- 官方网站
- 中文官網 （页面存档备份，存于）